# Relais 4 × 400 mètres masculin aux championnats du monde d'athlétisme 2017
Pour un article plus général, voir Championnats du monde d'athlétisme 2017.
Navigation
Pékin 2015 Doha 2019
L'épreuve du relais 4 × 400 mètres masculin des championnats du monde de 2017 se déroule les 12 et 13 août 2017 dans le Stade olympique de Londres, au Royaume-Uni. 

## Critères de qualification
Pour se qualifier pour les championnats, il faut avoir terminé parmi les huit premiers lors des relais mondiaux 2017, ou avoir réalisé l'un des huit meilleurs temps entre le 1er janvier 2016 et le 23 juillet 2017.
- Les huit relais classés lors des Relais mondiaux 2017 à Nassau (23 avril 2017) qualifiés pour les championnats du monde 2017 sont :

| Rang | Pays              | Temps        |
| ---- | ----------------- | ------------ |
| 1    | États-Unis        | 3 min 2 s 13 |
| 2    | Botswana          | 3 min 2 s 28 |
| 3    | Jamaïque          | 3 min 2 s 86 |
| 4    | Trinité-et-Tobago | 3 min 3 s 17 |
| 5    | Cuba              | 3 min 3 s 84 |
| 6    | Royaume-Uni       | 3 min 5 s 63 |
| 7    | Brésil            | 3 min 5 s 96 |
| 8    | France            | 3 min 6 s 33 |

- Les huit meilleurs temps sont :

| Rang | Pays     | Temps   | Lieu              | Date            |
| ---- | -------- | ------- | ----------------- | --------------- |
| 1    | Bahamas  | 2:58.49 | Río de Janeiro    | 20 août 2016    |
| 2    | Belgique | 2:58.52 | Río de Janeiro    | 20 août 2016    |
| 3    | Pologne  | 2:59.58 | Río de Janeiro    | 19 août 2016    |
| 4    | Inde     | 3:00.91 | Bangalore         | 10 juillet 2016 |
| 5    | Colombie | 3:01.16 | Medellín          | 10 juillet 2016 |
| 6    | Japon    | 3:02.11 | Osaka             | 10 juillet 2016 |
| 7    | Turquie  | 3:02.22 | Erzurum           | 12 juin 2016    |
| 8    | Espagne  | 3:02.32 | Villeneuve-d'Ascq | 21 juin 2017    |

La Turquie et l'Espagne sont repêchées à la suite de la défection du Venezuela (3 min 1 s 66) et de la République dominicaine (3 min 1 s 75). Les Pays-Bas sont éliminés avec 3 min 2 s 36.

## Résultats

### Finale
| Rang               | Couloir | Pays              | Athlètes                                                        | Temps         | Notes  |
| ------------------ | ------- | ----------------- | --------------------------------------------------------------- | ------------- | ------ |
| Médaille d'or      | 7       | Trinité-et-Tobago | Jarrin Solomon Jereem Richards Machel Cedenio Lalonde Gordon    | 2 min 58 s 12 | WL, NR |
| Médaille d'argent  | 4       | États-Unis        | Wilbert London III Gil Roberts Michael Cherry Fred Kerley       | 2 min 58 s 61 | SB     |
| Médaille de bronze | 3       | Royaume-Uni       | Matthew Hudson-Smith Rabah Yousif Dwayne Cowan Martyn Rooney    | 2 min 59 s 00 | SB     |
| 4                  | 9       | Belgique          | Robin Vanderbemden Jonathan Borlée Dylan Borlée Kévin Borlée    | 3 min 00 s 04 |        |
| 5                  | 6       | Espagne           | Óscar Husillos Lucas Búa Darwin Echeverry Samuel García         | 3 min 00 s 65 | NR     |
| 6                  | 8       | Cuba              | William Collazo Adrian Chacón Osmaidel Pellicier Yoandys Lescay | 3 min 01 s 10 | SB     |
| 7                  | 5       | Pologne           | Kajetan Duszyński Rafał Omelko Łukasz Krawczuk Tymoteusz Zimny  | 3 min 01 s 59 | SB     |
| 8                  | 2       | France            | Ludvy Vaillant Thomas Jordier Mamoudou Hanne Teddy Atine-Venel  | 3 min 01 s 79 |        |

### Séries
Les 3 premiers de chaque série (Q) et les 2 meilleurs temps (q) se qualifient pour la finale.
| Rang | Série | Couloir | Pays              | Athlètes                                                                   | Temps         | Notes |
| ---- | ----- | ------- | ----------------- | -------------------------------------------------------------------------- | ------------- | ----- |
| 1    | 2     | 9       | États-Unis        | Wilbert London III Bryshon Nellum Michael Cherry Tony McQuay               | 2 min 59 s 23 | Q, WL |
| 2    | 2     | 8       | Trinité-et-Tobago | Renny Quow Jereem Richards Machel Cedenio Lalonde Gordon                   | 2 min 59 s 35 | Q, SB |
| 3    | 2     | 3       | Belgique          | Dylan Borlée Jonathan Borlée Robin Vanderbemden Kévin Borlée               | 2 min 59 s 47 | Q, SB |
| 4    | 2     | 6       | Royaume-Uni       | Rabah Yousif Dwayne Cowan Jack Green Martyn Rooney                         | 3 min 00 s 10 | q, SB |
| 5    | 2     | 4       | France            | Ludvy Vaillant Thomas Jordier Mamoudou Hanne Teddy Atine-Venel             | 3 min 00 s 93 | q, SB |
| 6    | 1     | 9       | Espagne           | Óscar Husillos Lucas Búa Darwin Echeverry Samuel García                    | 3 min 01 s 72 | Q, SB |
| 7    | 1     | 7       | Pologne           | Kajetan Duszyński Łukasz Krawczuk Tymoteusz Zimny Rafał Omelko             | 3 min 01 s 78 | Q, SB |
| 8    | 1     | 5       | Cuba              | William Collazo Adrián Chacón Leandro Zamora Yoandys Lescay                | 3 min 01 s 88 | Q, SB |
| 9    | 1     | 8       | Jamaïque          | Peter Matthews Steven Gayle Jamari Rose Rusheen McDonald                   | 3 min 01 s 98 | SB    |
| 10   | 1     | 3       | Inde              | Kunhu Muhammed Amoj Jacob Mohammad Anas Arokia Rajiv                       | 3 min 02 s 80 | SB    |
| 11   | 1     | 4       | Bahamas           | Alonzo Russell Michael Mathieu Ojay Ferguson Ramon Miller                  | 3 min 03 s 04 | SB    |
| 12   | 1     | 2       | Colombie          | John Alexander Solís Diego Palomeque Yilmar Herrera Jhon Alejandro Perlaza | 3 min 03 s 68 | SB    |
| 13   | 2     | 5       | Brésil            | Lucas Carvalho Alexander Russo Anderson Henriques Hugo de Sousa            | 3 min 04 s 02 | SB    |
| 14   | 2     | 7       | Botswana          | Onkabetse Nkobolo Baboloki Thebe Nijel Amos Karabo Sibanda                 | 3 min 06 s 50 |       |
| 15   | 2     | 2       | Japon             | Kentaro Sato Yuzo Kanemaru Kazushi Kimura Kosuke Horii                     | 3 min 07 s 29 |       |
| 16   | 1     | 6       | Turquie           | Ahmet Kasap Batuhan Altıntaş Mahsum Korkmaz Yavuz Can                      | 3 min 15 s 45 |       |

## Légende
Records et Performances
- AR : Record continental (area record)
- CR : Record des championnats (championship record)
- MR : Record du meeting (meet record)
- NR : Record national (national record)
- OR : Record olympique (olympic record)
- PR : Record paralympique (paralympic record)
- PB : Record personnel (personal best)
- SB : Meilleure performance personnelle de la saison (season's best)
- WL : Meilleure performance mondiale de l'année (world leader)
- WJR : Record du monde junior (world junior record)
- WR : Record du monde (world record)

Circonstances et Conditions
- DNF : N'a pas terminé (did not finish)
- DNS : N'a pas pris le départ (did not start)
- DQ : Disqualification (disqualification)
- NM : Aucun essai valable enregistré (No Mark)
- Q : Qualifié « directement » au prochain tour (ou à la prochaine compétition), lors d'une compétition majeure, grâce au classement ou à la réalisation des minima (automatic qualifier)
- q : Qualifié au prochain tour (ou à la prochaine compétition), lors d'une compétition majeure, grâce au repêchage ou à la réalisation de l'une des meilleures performances parmi celles des « non qualifiés directement » (grâce au meilleur temps ou à la meilleure distance par exemple) (secondary qualifier)